# Carolina Peleritti
Carolina del Carmen Peleritti (Buenos Aires, 2 de julio de 1971) es una actriz, cantante y modelo argentina. Fue considerada un sex symbol de la década de 1990 en su país, y actualmente desarrolla una carrera como cantante.

## Trayectoria
A los 16 años se fue a España a probar suerte como modelo, pero a los cuatro meses su madre la fue a buscar, volvió a Buenos Aires y comenzó su carrera en el modelaje hasta que a los 23 años dio sus primeros pasos en la actuación.
A los 18 años tomó clases de actuación con Norman Briski y con Julio Chávez.
Desde que empezó su carrera como actriz, Carolina Peleritti ha trabajado con Norma Aleandro (en La señorita de Tacna) y Eliseo Subiela (en El lado oscuro del corazón) y ha pasado por el teatro, la televisión y el cine.
En la actualidad se dedica al canto folclórico, habiendo hecho presentaciones diversas, incluida alguna en el Palacio Libertad (ex CCK) de Buenos Aires.

## Discografía
- Aleteo (EP, 2021)

## Cine
Películas
| Año  | Título                       | Personaje        | Director         |
| ---- | ---------------------------- | ---------------- | ---------------- |
| 1996 | Geisha                       | Ángela Sabater   | Eduardo Raspo    |
| 2001 | El lado oscuro del corazón 2 | Mariana          | Eliseo Subiela   |
| 2002 | Samy y yo                    | Ofelia           | Eduardo Milewicz |
| 2007 | XXY                          | Erika            | Lucía Puenzo     |
| 2007 | ¿Quién dice que es fácil?    | Andrea           | Juan Taratuto    |
| 2012 | En fuera de juego            | Ana Pecoraro     | David Marques    |
| 2012 | Días de Vinilo               | Ana              | Gabriel Nesci    |
| 2014 | Inevitable                   | Mariela Monfrini | Jorge Algorta    |

Cortometrajes
| Año  | Título     | Personaje | Director        |
| ---- | ---------- | --------- | --------------- |
| 1995 | Gran amiga | Amiga #2  | Soledad Areco   |
| 2015 | La intrusa | Eva       | Guadalupe Gaona |

Documentales
| Año  | Título           | Personaje  | Director        |
| ---- | ---------------- | ---------- | --------------- |
| 2015 | Tras la pantalla | Ella misma | Marcos Martínez |

Doblajes
| Año  | Título         | Personaje    | Doblaje original | Director  |
| ---- | -------------- | ------------ | ---------------- | --------- |
| 2004 | Los Increíbles | Mirage (Voz) | Elizabeth Peña   | Brad Bird |

## Televisión
Ficciones
| Año       | Título                           | Personaje                        |
| --------- | -------------------------------- | -------------------------------- |
| 1989      | La ultima esperanza              | Agustina Riverol                 |
| 1991      | De dolor y gloria                | Karen                            |
| 1992      | Boro Boro                        | Varios personajes                |
| 1993      | Mi cuñado                        | Luciana                          |
| 1995      | La marca del deseo               | Carla Yanelli                    |
| 1996      | Cybersix                         | Cybersix                         |
| 2000      | Tiempo final 1                   | Sabrina "Ep21: Vecino mirón"     |
| 2000      | Primicias                        | Yael                             |
| 2001      | Tiempo final 2                   | Paula "Ep36: La adivina"         |
| 2002      | 099 Central                      | Marisa Paladino                  |
| 2002      | Contrafuego                      | Florencia                        |
| 2003      | Resistiré                        | Lucrecia                         |
| 2004      | Jesús, el heredero               | Paula Encina                     |
| 2004-2005 | Historias de sexo de gente común | Sandra Loiácono                  |
| 2005      | Numeral 15                       | Laura "Ep1: Ringtone"            |
| 2005      | Paraíso rock                     | Celeste Matá                     |
| 2005      | Doble vida                       | Elena                            |
| 2008      | Variaciones                      | Clara "Ep1: Ser o no ser infiel" |
| 2008      | Todos contra Juan                | Ella misma (cameo)               |
| 2009      | Dirigeme: la venganza            | Vera                             |
| 2010      | Malparida                        | Inspectora Mendoza               |
| 2011      | El hombre de tu vida             | Alejandra                        |
| 2012      | Amores de historia               | Kumi "Ep2: Kumi y Ariel"         |
| 2012-2013 | Área 23                          | Eugenia Simeone                  |
| 2013      | Televisión por la justicia       | Ana "Ep5: Asuntos internos"      |
| 2014      | Sudamerican Rockers              | Martina                          |
| 2014-2015 | La misión                        | Dolores Osorio                   |
| 2017      | Vida politica                    | Leticia Oroño                    |
| 2020      | El reto del beso                 | Alexia                           |
| 2021-2023 | Impuros                          | Solana                           |
| 2022      | Diario de un gigoló              | Deborah                          |
| 2023      | El juego que cambió la historia  | Natalie Oliveira                 |

## Teatro
- La señorita de Tacna
- Porteñas
- De rigurosa etiqueta
- Monólogos de la vagina
- Confesiones de mujeres de 30
- 12 Polvos
- Orinoco

## Premios y nominaciones
- Premios Sur 2007: Mejor actriz protagónica (¿Quién dice que es fácil?)[20]

Nominaciones
- Premios Sur 2007: Mejor actriz de reparto (XXY)
- Premios Cóndor de Plata 2008: Mejor actriz (¿Quién dice que es fácil?)